# Bohumila Kubišová
Bohumila Kubišová (8. dubna 1922 – ???) byla česká a československá politička Komunistické strany Československa a poúnorová poslankyně Národního shromáždění ČSSR.

## Biografie
Ve volbách roku 1960 byla zvolena za KSČ do Národního shromáždění ČSSR za Jihomoravský kraj. V Národním shromáždění zasedala až do konce volebního období parlamentu, tedy do voleb v roce 1964. K roku 1960 se profesně uvádí jako zemědělská dělnice.